# Schloss Hoffenheim

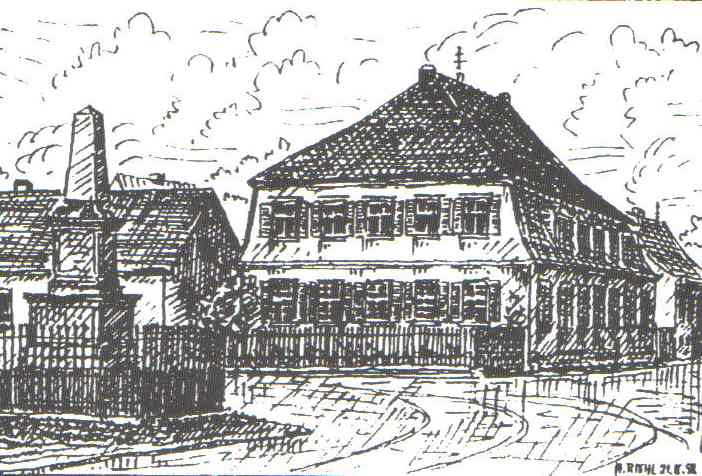
Schloss Hoffenheim

Das Schloss Hoffenheim war ein Schloss in Hoffenheim, einem Stadtteil von Sinsheim im Rhein-Neckar-Kreis (Baden-Württemberg).
Die mittelalterliche Burg des Ortes war die Burg Schlupferstadt, die im 16. Jahrhundert bereits verlassen war. Das Schloss Hoffenheim, allgemein „Schlössl“ genannt, wurde 1781 von den Ortsherren, den Freiherren von Gemmingen, erbaut und bezogen. Es blieb nur drei Generationen im Besitz der Familie, wurde schon im Jahr nach dem Tod von Karl Theodor Joseph von Gemmingen (1780–1849) verkauft und später abgerissen.